# Каткин, Андрей Витальевич
Андрей Витальевич Каткин (8 января 1961) — советский и российский футболист, выступавший на всех позициях в поле. Сыграл более 370 матчей за клуб из Уфы («Гастелло» / «Агидель» / «Строитель»).

## Биография
Воспитанник уфимского футбола. Взрослую карьеру начал в 1979 году в местном клубе «Гастелло», в его составе провёл с перерывом 11 сезонов, сыграв более 360 матчей в первенствах СССР во второй лиге.
После распада СССР футболист покинул уфимский клуб, испытывавший серьёзные финансовые проблемы, и вместе с группой бывших игроков «Гастелло» перешёл в «Автоприбор» (позднее — «Девон») из Октябрьского. В новом клубе сыграл более 100 матчей за три сезона и в 1993 году стал победителем зонального турнира второй лиги России.
В 1995 году вернулся в Уфу и провёл 9 матчей за местную команду, носившую теперь название «Агидель», в третьей лиге, по окончании сезона завершил профессиональную карьеру. Всего в составе уфимского клуба сыграл на уровне профессионалов (мастеров) 371 матч и забил 33 гола.
Затем несколько лет выступал в любительских соревнованиях за «Мираж» Благовещенск, «Белоречье» Кушнаренково и снова за команду из Уфы, переименованную теперь в «Строитель». В середине 2000-х годов входил в тренерский штаб уфимского клуба, называвшегося тогда «Нефтяник».
Работал детским тренером в команде «Спутник» Уфа. Много лет выступает в соревнованиях ветеранов.